# Kamenolomni
Kamenolomni (russisch Каменоло́мни) ist eine Siedlung städtischen Typs in der Oblast Rostow (Russland) mit 11.247 Einwohnern (Stand 14. Oktober 2010).

## Geographie

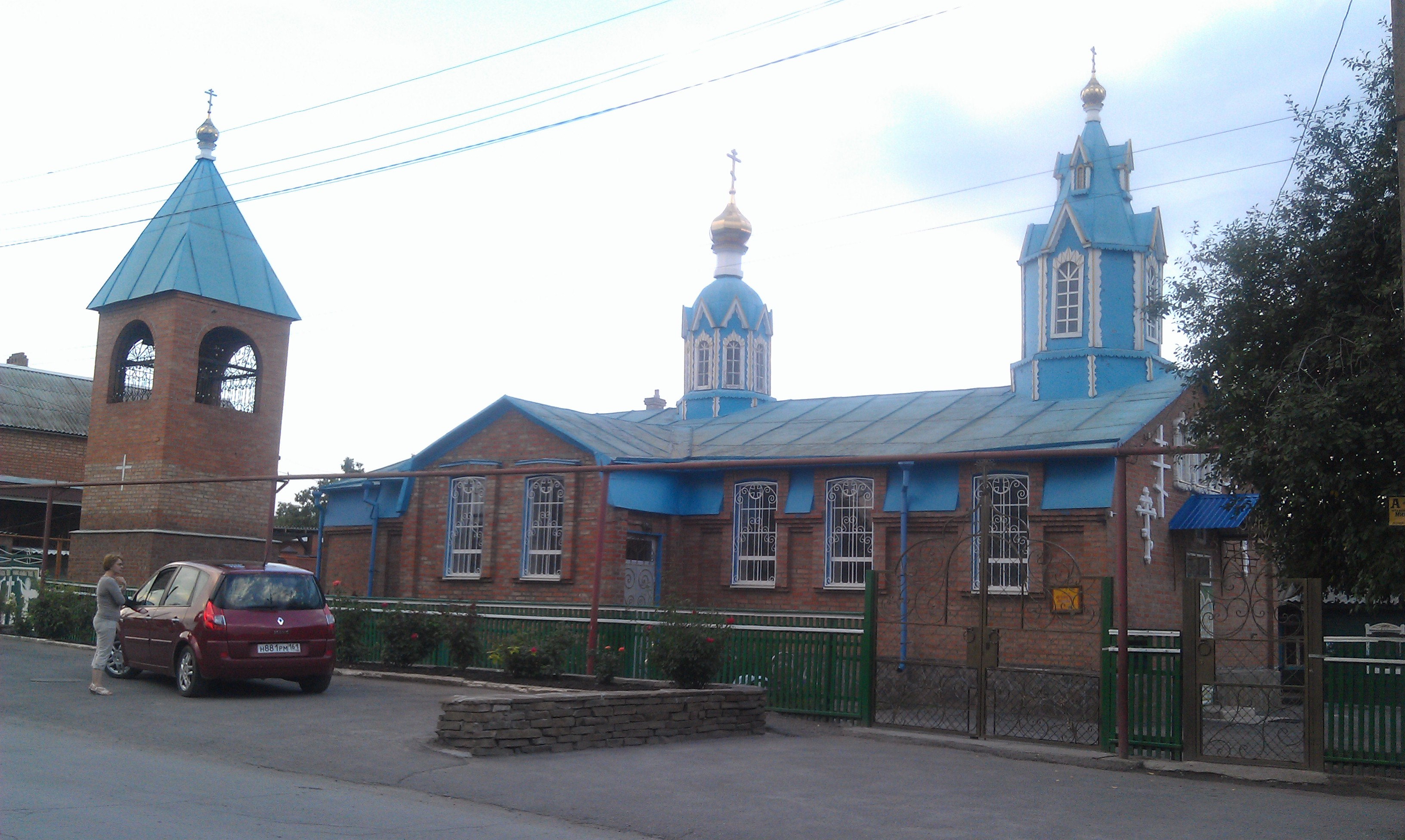
Erzengel-Michael-Kirche in Kamenolomni

Die Siedlung liegt gut 60 km nordöstlich des Oblastverwaltungszentrums Rostow am Don und etwa 3 km südlich des Zentrums der Großstadt Schachty, faktisch unmittelbar an diese anschließend. Sie liegt vorwiegend am linken Ufer des Flüsschens Gruschewka, das über den Tuslow zum rechten Don-Arm Aksai beim gut 30 km südlich gelegenen Nowotscherkassk abfließt.
Kamenolomni ist Verwaltungszentrum des Rajons Oktjabrski sowie Sitz und einziger Ort der Stadtgemeinde Kamenolomenskoje gorodskoje posselenije.

## Geschichte
Am 1859 erstmals erwähnten Weiler (chutor) Maximowski wurde 1863 die Bahnstrecke (Moskau –) Koslow – Woronesch – Rostow am Don vorbeigeführt und dort die Station Maximowka eröffnet. 1902 wurde die Station in Kamenolomni umbenannt, eine heute veraltete russische Bezeichnung für Steinbrüche (im Plural), von denen einige in der Umgebung betrieben wurden.
Der später zusammen mit dem neu entstandenen Nachbarort auch Maximo-Nowogruschewski genannte Weiler erhielt 1933 den Status einer Siedlung städtischen Typs und seinen heutigen Namen nach der Bahnstation. Seit 1938 ist die Siedlung Verwaltungssitz eines Rajons.

### Bevölkerungsentwicklung
| Jahr | Einwohner |
| ---- | --------- |
| 1939 | 9.498     |
| 1959 | 15.447    |
| 1970 | 12.328    |
| 1979 | 12.221    |
| 1989 | 12.410    |
| 2002 | 12.281    |
| 2010 | 11.247    |

Anmerkung: Volkszählungsdaten

## Verkehr
Kamenolomni ist eine größere Station bei Kilometer 1141 der auf diesem Abschnitt seit 1962 elektrifizierten Bahnstrecke Moskau – Rostow am Don.
Durch die Siedlung führt die südliche Zufahrtsstraße nach Schachty aus Richtung Nowotscherkassk, die einige Kilometer südlich von Kamenolomni von der östlichen Fortsetzung der föderalen Fernstraße A270 (früher M19) abzweigt.